# GEMFOREX
GEMFOREX（ゲムフォレックス）は、かってセーシェル金融ライセンス（SD116）ならびにモーリシャス金融ライセンス（GB21026813）によって規制されているGem Group Holdings Ltdが運営するFX業者であった。GEMとは、「Global-Expansion-Method」の略で、直訳すると「世の中に広がる方式」となり、「世の中に広がるトレードの方式」を提供するという意味。
2023年5月31日をもってサービスを停止した。

## 概要
※2023年7月31日に経営権の譲渡とM&Aによる事業承継契約の締結を完了し、2023年8月1日より買収先であるGalaxy DAOにより運営されるとのこと。（公式HPでの発表）
関連するGemtrade LLCは、セントビンセント及びグレナディーン諸島で登録（1335 LLC 2021）され、Gemtrade Co., Ltdは、セーシェルで登録（076092）されていた。
GEMFOREX（ゲムフォレックス）は、公式サイトにて"Made in Japan"と書くなどし、日本で作られたことを明らかにしていた。
日本国内では金融当局に登録されていないため、2015年（平成27年）10月に関東財務局や金融庁からの警告が発出されていた。
日本に住む日本人を相手にFXを取引させるには日本の金融当局への登録が必要であり、無登録での営業は違法であるため、国民生活センター等も警戒をしていた。
日本に在住する利用者が、GEMFOREXを利用してFX取引で得た利益は、分離課税(一律約20%)ではなく、金額による累進課税が適用される総合課税(15-50%)となる。

## 歴史・概要

### 遍歴
- 2010年 GemTrade(ゲムトレード)として、FX自動売買ソフト（EA）の無料提供サービスが開始
- 2013年 ゲムdeミラートレードとして、ミラートレーディングサービスが開始
- 2014年 GEMFOREX（ゲムフォレックス）として、海外FXサービスが開始
- 2018年 CFD取引リリース
- 2019年 マニー・パッキャオがブランドアンバサダーに就任！
- 2021年 デビット・ベッカムがアジア圏におけるブランドアンバサダーに就任
- 2022年 Bitterz（ビッターズ）サービス終了に伴い、顧客引受を開始
- 2022年 仮想通貨の取引を開始
- 2022年 ナイジェリアのFXブローカー「ACT Brokers」を買収し、GEMFOREXグループの傘下とする。
- 2022年 コンタクトセンター開設
- 2023年 出金遅延について公式にアナウンス
- 2023/5/31 サービス停止を宣言。事前予告はなく、当日の発表であった。事実上の破綻である。

### 出金遅延問題
2022年12月ごろから、一部顧客に対して不正取引の調査を行った為、出金依頼から手続きまでに時間がかかるようになった。
調査に時間を要するために、出金依頼から1か月たっても着金しない事例も報告されている。
2023年2月4日　出金遅延について公式にアナウンス
2023年3月2日現在、GEMFOREXは、出金依頼してから着金までの日数を公式に明言していない。

### 紛争の解決
苦情申立人は金融サービス委員会（モーリシャス）に不服を申し立てができる。詳細はFSCのウェブサイト https://www.fscmauritius.org/en/consumer-protection/complaints-handling を参照　GEMFOREXの苦情処理方針より

### 受賞歴
- 2016年 ベストアジアFXブローカー賞受賞
- 2017年 ベストフォレックストレードコピーサービス賞受賞
- 2017年 ベストMT4ブローカー賞受賞
- 2017年 ベストブローカー賞受賞
- 2018年 ベストブローカー賞受賞
- 2019年 ベストブローカー賞受賞
- 2020年 ベストブローカー賞受賞